# 絶体絶命都市2 -凍てついた記憶たち-
『絶体絶命都市2 -凍てついた記憶たち-』（ぜったいぜつめいとしツー いてついたきおくたち）は、アイレムソフトウェアエンジニアリングより2006年3月30日に発売されたPlayStation 2用ゲームソフト。絶体絶命都市シリーズの二作目。
前作同様、海外版では舞台や登場人物が西洋風にアレンジされている。一方、タイトルは前作と異なる『Raw Danger!』（「生々しき脅威」の意）の名称で発売された。
2008年2月7日に廉価版『アイレムコレクション（愛コレ!）』が発売され、2015年2月18日にPlayStation 3向けPS2ゲームアーカイブス版が配信された。

## 概要
前作『絶体絶命都市』から5年後の、2010年12月の設定。前作は地震によって崩壊・水没する人工島からの脱出がテーマだったが、本作では集中豪雨による河川の堤防決壊によって水没が始まった地下都市からの脱出がテーマとなる。前作に比較してスケールアップされ、ゲームシステムにも「複数主人公制」「カスタマイズ要素」と言った新しい試みが多く見られる。また、前作の登場人物も複数登場している。次回作からはまた地震がテーマに、主人公も単一に戻った事で本作はシリーズでも異色の作品となっている。
2011年3月、アイレムは今作を含む『絶体絶命都市』の全シリーズ販売終了・廃盤を決定。DL版の販売も中止され、パッケージ版の入手は在庫限りとなった。
2011年4月、絶体絶命都市シリーズを開発していた名倉剛、九条一馬がアイレムから独立し、新会社グランゼーラを設立した。2014年12月、グランゼーラはアイレムより『絶体絶命都市』シリーズタイトル（新規タイトルを含む）に関する全世界でのIPおよび販売権を取得し2015年2月18日からPS2アーカイブスにて配信開始した。

## ゲームシステム
一人の主人公で最後までプレイした前作とは異なり、複数の主人公が異なる立場で同じ災害に遭遇するオムニバスストーリーになった。それぞれの主人公たちを操作して絶体絶命の状況を生き抜くことがゲームの基本的な目的だが、主人公によって行動原理は異なり、都市からの脱出だけが最終目標とは限らない。主人公はプレイヤーが自由に選択できるわけではなく、それぞれの主人公のシナリオを決められた順番でプレイしていく事になる。各シナリオのボリュームは均等ではなく、プレイ時間が数時間に及ぶ長大なシナリオもあれば、一時間も掛からずクリアできる短いシナリオもある。主人公にはそれぞれ固有の特殊技能があり、脱出のサポートをしたり、娯楽を与えたりすることができる。また、ストーリーの進行に深く関わっているものもある。
各シナリオはマルチエンディングであり、AとBの二つのエンディングが用意されている（シナリオによっては三つ目のCも存在する）。基本的にシナリオを最後まで進める場合のトゥルーエンディング的な結末がA、途中で終了するバッドエンディング的な結末がBだが、シナリオによっては最後にAかBに分岐するといった場合もある。また、同じエンディングでもプレイヤーの選択で細部の展開が変化する事も。エンディングは主人公が街を脱出する以外にも、パートナーを見捨てて自分だけ逃げる、生還はしても逮捕される、死亡するなどと言った結末がある。迎えたエンディングによってはその後の展開に影響を与える事もある。
ダッシュ、ジャンプと言ったアクションを駆使して危機を乗り越えるゲーム性は前作と同様。テーマが水害である今作では揺れや建物の崩落は勿論だが、それ以上に洪水、濁流、寒さによる体調悪化と言った新たな脅威がプレイヤーを襲う。激しい水流に流されないようにロープなどに掴まりながら移動する、ぶら下がり状態から下に飛び降りる、（任意の場所で）四つん這いで移動する、と言った新たなアクションも可能になった。
前作に比べ、ゲームの進行途中で主人公の台詞や行動をプレイヤーが選択する場面が大幅に増加している。選択肢には他者を優先する判断や冷酷な判断の他に、人道に反した行為、ふざけた言動など、あきらかにその場の雰囲気にそぐわないようなものも含まれている。これは『ポンコツ浪漫大活劇バンピートロット』や「パチパラシリーズ」付属の「パチプロ風雲録」シリーズなどアイレム作品全般に見られる傾向である。
グラフィックや街並みの表現に進化が見られる。最初から街が崩壊していた前作に対して本作では被災前の通常の街も描かれており、災害の起きていない平和なシーンで主人公を操作するパートも存在する（これはシリーズでも本作のみ）。前作ではゲーム開始時点で一部の人々を除いて避難は完了しており、街のほとんどがゴーストタウン状態だったが、本作では主人公以外のキャラクターが配置された場所が多くなっており、これらの人物との関わり方次第でエンディングなどに変化が生じる場合もある。人物のグラフィックについても、前作では少なかった登場人物の表情の変化や口パクが表現されている。一方、前作のような進行に応じて主人公や同行者の服装が破損していく演出は無くなっており、また雨の降りしきる場所や吹雪のシーンなどでは深刻な処理落ちが発生する箇所も存在している。
乗り物も前作より増加しており、ボートやタクシーを局面によっては操作する必要がある。前作に引き続き、街中に落ちている「コンパス」を集めるというコレクション要素も存在する。
チュートリアルモードも存在し、市民災害センターで災害擬似体験をするというストーリー仕立てになっている。最後に成績が発表され、それに応じて称号が取得できる。

### 主人公相互干渉効果
ある主人公が起こした行動で、以降のシナリオの主人公に影響が起こるという事である。例えば、主人公Aが邪魔な障害物を別の場所に退かしたとき、主人公Bでプレイした時に、新たな障害物になる、主人公Cが主人公Dを助けるか否かで主人公Dの初期位置が変化する、などがある。
また、アイテムは点在するゴミ箱と各地に現れる「回収おじさん」に預けることができる。預けたアイテムは他の主人公が回収する事も可能。ただし、ゴミ箱はそれぞれの場所でアイテムが管理されるため、預けた場所でしか回収することができない。戻って来られる保証も他の主人公が同じ場所を訪れる保証もないため、貴重品をゴミ箱に入れるのは得策ではない。一方、回収おじさんは預かったアイテムを全て管理するので場所も時期も問わず回収できる。

### 体調
前作の喉の渇き（QP）に代わり、今作では体調（TP）に気を配らねばならない。舞台は冬の都市であり、そこに冷たい水が襲う。当然服は濡れ、体調は悪化する。体調が悪化すると速く走れなくなり、最終的にゲームオーバーになる。それを防ぐため、ストーブや焚き火などの「あたたまりポイント」で暖まらなければならない。ほぼ全編で主人公たちは雨雪等の水にさらされているので、力任せで雑なプレイをすると主人公はすぐにTPを低下させるため、丁寧かつ迅速な操作が必要とされる。
前作のような物理的な体力ゲージ（HP）は存在せず、TPが体力を兼ねている（何かしらのダメージを受けるとTPが即座に悪化する）。TPは服が濡れた状態では常に減少し、濡れていなくても薄着だったりするとやはり減っていく。本作では衣服の濡れ具合も表示され、完全に乾いている状態では「DRY」と、濡れている場合は濡れ具合に応じて水滴のアイコンが表示される。濡れれば濡れるほどTPの減少速度が速くなる。TPが底を付くと行き倒れとなり、ゲームオーバーとなる。「あたたまりポイント」に当たればTPは全回復し、衣服も乾く。「あたたまりポイント」は前作の水道同様にセーブポイントも兼ねている。
TPはアイテムでも回復可能。使い捨てカイロを使用すると一定時間TPの減少を防ぐことができる。救急セットはTPを回復できるがカイロのように減少は防げない。後述する可燃ゴミはいつでもTP回復と乾燥が行える優れものだが、ライターが無ければ使えない。可燃ゴミを3つ組み合わせた可燃ゴミ(大)やカセットコンロ（ガスボンベが必要）を使うと「あたたまりポイント」と同等の効果が得られる（セーブは不可）。また、調理器具を持っていれば「あたたまりポイント」でカップ麺やレトルト食品などの食料アイテムを食べることも可能で、一定時間TPを自動回復させることができる。
前作同様、揺れが起きた際にはふんばらなければ転倒してダメージを受けてしまう。更に今作では浸水した場所や雨が降る中で転倒すると即座にずぶ濡れになってしまう為、前作以上に転倒には気を付ける必要がある。
前作同様、高所から落下する、災害や事故に巻き込まれる、逮捕される、殺害されるなどでTPに関係なくゲームオーバーとなる即死ポイントも多数存在する。災害の性質上浸水した箇所が多く、主人公の身長より深い水に入ったり、浅いところでもしゃがむ、倒れるなどして一定時間顔が水の中に入っていると溺れてゲームオーバーとなる。それに伴い、前作では可能だった泳ぎは不可能になっている。ゲームオーバー画面の表示は「消息不明」で固定（明らかに死亡していたり逮捕されても同様）。

### 装備品
本作では装備品が複数用意されている。前作にもヘルメットやマスクなどは存在したが、今作では防寒具、上着の他に私服、制服、コスプレなどバリエーションに富んでおり、見た目を変えて楽しむ事が出来る。装備箇所もトップス、ボトムスの他、上着、靴、帽子、手袋、眼鏡、バッグやポーチと多く、好きに組み合わせが出来る。ただし、キャラクターによって装備できるものが異なり、ほぼ全員が装備できるものもあれば、特定キャラしか装備できないものもある。自分で着替える以外に同行者に渡して着替えさせることが可能。2周目以降では一度でも入手した装備品をゴミ箱から好きなだけ取り出すことができる。
薄着ではTPが減りやすく、厚着をするか防寒具を装備するとTPの減少が抑えられる。基本的に突然災害に巻き込まれる関係上、初期の服装では防寒性能が低い為、効率的にプレイするなら必然的に新しい装備品を身に付け、着替えていく事になる。また、いらない衣服を解体すれば可燃ゴミが生成され、ライターがあれば回復アイテムとして使用できる。雨ガッパや傘は濡れを抑える事が出来るが、激しい行動を取っていると破損してしまう。
本作にはアウトドアウェアブランドのコロンビア・スポーツウェアが協力しており、ゲーム中にはコロンビア社製のバックパックやホイッスルが装備品として登場する。

### 人物事典
作中に登場した人物の顔と解説を見る事ができる。性別と職業も表示される。解説もストーリーの状況で更新される。ただし、名前表示は最後に更新された時点のものになるため、中には本名ではなく肩書きや呼称で決定されるキャラもいる（例えば西崎佳奈は最後の更新が彼女の名前を知らない速水視点であるため、最終的に「女子高生」という名前になってしまう）。

### 凍てついた記憶たち
各シナリオをクリアすると、最後に主人公（あるいは同行者）が回想する形でストーリーを振り返る演出が入る。プレイヤーが取った行動が影響する為、プレイする度に違った文章が出来上がる。これらは各主人公につき5つずつ保存が可能であり、タイトル画面の「凍てついた記憶たち」から参照できる。

### フリーゲーム
好きな主人公のシナリオだけを選択してプレイ可能なゲームモード。一度でもエンディングを迎えると解禁される。選択したシナリオをクリアするとタイトル画面に戻る為、後のシナリオへの主人公相互干渉効果は無い。なお、プレイしているシナリオ以前に遭遇する主人公相互干渉効果については、「二次災害を起こした」「協力を拒んだ」など、いずれもプレイヤーに不利なものが選択されている。最終話は条件を満たせば主人公を篠原と須藤から選択可能だが、須藤の場合は「解き明かす」に必要な情報が足りないため、フリーゲームではグッドエンディングを迎える事は出来ない。

## ストーリー
首都機能の分散移転の一環として建設された巨大海上人工都市・首都島が大地震により壊滅してから（前作）5年後の2010年。首都島の壊滅によって失われた第3首都の座は空席のままだったが、都市開発の波は激しさを増し、Z県の地方都市・富坂市にまで及んでいた。富坂市を急速に発展させ変えていったのが、地下空間を有効活用する都市開発計画「ジオフロンティア計画」である。1996年に開始されたジオフロンティア計画によって富坂市は発展を遂げ、2006年には第3首都候補地に名乗りを上げ、地方都市から人口100万人以上を誇る一大地下都市へと変貌を遂げていった。
そして2010年12月、ジオフロンティア計画の第一期工事が完了し、富坂市は新たなる一歩を踏み出すはずだった。しかし、時を同じくして降り続いた季節外れの大雨により、都市開発で活気づいていた富坂市は突如として未曾有の水害の脅威にさらされることとなる。
本作はシナリオ毎にマルチエンドになっているが、以下はシナリオを最後まで進めるエンディングAを前提としている。それ以外の結末についてはエンディングを参照。

### 第1話 篠原編
2010年12月24日のクリスマスイブ。ジオフロンティア計画の第一期工事完成披露パーティが、韮沢ジオセクションで行われていた。記録的な豪雨が降り続く中、パーティは進行する。篠原一弥はそこでウェイターのアルバイトをしていた。華やかなパーティの最中、従業員たちはチーフウェイターに富坂市の中心を流れる羽代川が決壊していることを知らされ、驚きの中、客を誘導する。しかし篠原は、閉じ込められたアルバイト仲間の藤宮春香を救い出すために逃げ遅れ、災害の渦中に投げ出される。
なんとか藤宮を救出した篠原だったが水没する地下施設に取り残されてしまい、藤宮と二人で地上を目指す。途中、なんとかチーフや他の人々と合流したのも束の間、不運にも濁流によってチーフを含む多くの人が犠牲になってしまう。打ちひしがれる藤宮を励ましつつ地上への脱出を果たした篠原は、冠水によって見る影もなくなった韮沢区の街を目の当たりにする。
何度も災難に見舞われながら避難用バスに乗り込み、ようやく救助ヘリを待つことになったものの、藤宮は自分の行動が原因で身体を壊した義母がまだ市内に残っていると知り、脱出を躊躇っていた。直後、救助ヘリが来るも敢えなく墜落。篠原は高架から転落して藤宮とも引き離されてしまう。篠原は一人、次の救助が来るという東インターチェンジを目指し、一日がかりで到達するが、そこでは藤宮が子供を助けようとして窮地に陥っていた。辛うじて藤宮を救出し、ようやく救助ヘリが到着するが藤宮はやはり義母のいる椿ケアセンターに向かうと言い、篠原も救助を断ってそれに同行することにした。
災害発生3日目、崩壊の進む富坂市には雪が降り、寒さも深刻化していた。藤宮も体調を崩すが篠原に助けられつつなんとか椿ケアセンターに到達する。しかし既に人の姿はなく、移動先である富坂市民公園の避難所に向かい、ようやく藤宮と義母を再会させたものの義母はほどなく息を引き取る。結局、救助ヘリはまたしても墜落してしまい、避難所まで被災者もろとも水没するという惨事に見舞われる。唯一生き残った二人の前に藤宮の父が乗るヘリが現れ、彼が指示したメディアタワーを目指す。猛吹雪と大波を突破し、辛うじてメディアタワー前の富坂駅に到達した二人は藤宮の父と合流。藤宮は父に抱きついて泣き出し、篠原は黙ってその様子を見守るのだった。

### 第2話 佐伯編
大学2年生の佐伯優子は、兄・佐伯聡を殺した容疑で韮沢警察署の留置所にいた。実は冤罪なのだが、彼女が発する無実の訴えに誰も耳を貸さなかった。そのとき突如轟音が響き、数分の間に留置所はあちこちが浸水して避難することになる。しかし、戻って来た刑事の秋本茂は優子を凶悪殺人犯と頭から決めつけ、彼女に手錠をかけ意図的に警察署に閉じ込めるという暴挙に出る。それでも何とか警察署を脱出した優子だが、災害の渦中にて警察にも追われる身になってしまった。
警察の目をかいくぐり、富坂市を徘徊する優子に秋本は執拗に追跡し、命まで狙う。しかし秋本は水流に流され、自身は辛うじてその場を逃れた優子はZ県知事である田辺宗一郎の秘書、青山透に助けられる。青山は優子の事情に理解を示し、彼の協力を得て優子は自身の無実を証明すべく行動することに。
兄の部屋に何か手掛かりがあると考え、梅川区のレジデンス市ノ谷を目指す優子と青山だが、やはり秋本が追い縋る。しかし命を狙われる度に幸運にも余震が起き、最終的に秋本は優子の前から消えて二度と現れなかった。兄の部屋で自身の誕生日プレゼントだったオルゴールを回収した優子は、その中から紙片を見つける。しかし紙片は謎の男に奪い去られ、紙片に書かれていた一文から奥富ダムに向かったと推測して後を追う。
奥富ダムで優子は兄が隠していたデータディスクを発見するが、青山が突如豹変してナイフを構え、優子からデータディスクを奪おうとする。実は彼こそが兄を殺した犯人だった。そして謎の男は兄の同僚とされる根岸俊介だった。優子にナイフを振り下ろす青山だったが皮肉にも手錠が優子を守り、続いて発生した雪崩で青山は転落。優子は兄の仇である青山に対して決断を下す。

### 第3話 柘植編
タクシー運転手の柘植明はいつものように仕事の合間にコンビニで立ち読みしていたが、丁度やってきた客を韮沢ジオセクションに送り届けた後、週刊報都記者の本多涼子と名乗る妙な女の客を拾う。持ち合わせがなく運賃は着いた先で払うという本多を乗せ、タクシーを走らせる柘植だったが、本多は何かを調査しているようだった。実は本多は田辺知事の不正や新富製薬との癒着を探っており、柘植に協力を懇願する。理由はどうあれ協力することになった柘植は彼女の足として富坂市内を走り回る羽目に。
やがて無人に新富製薬に侵入した柘植と本多だったが、本多は研究所内のセキュリティを起動させてしまい、閉じ込められる。セキュリティの解除方法を知る根岸という人物を探すべく、柘植は富坂市内を走り回り、ようやく根岸を見つける。しかし根岸は銃を突き付けて奥富ダムに連れて行くように要求した。奥富ダムでは雪崩やダムの崩壊に見舞われつつも根岸は用事を済ませ、ようやく新富製薬に向かうことに。なんとか本多を救出した柘植はタクシーを爆走させ、崩壊する研究所敷地から間一髪脱出する。
根岸と別れ、本多も運賃を払わずちゃっかり立ち去ろうとするも柘植は見逃さず、本多は苦し紛れに柘植を編集部に連れて行く。そこには本多の先輩である須藤真幸が残っており、本多はなんとかタクシー代を立て替えてもらったのだった。その後、街を出ようとする柘植に本多は運賃後払いでまた乗せてもらうのだった。

### 第4話 西崎編
富坂商業高校1年生の西崎佳奈は桜坂綾乃を中心とする同級生のグループから陰湿ないじめを受けていた。その日も、生徒が体育館に避難する際に掃除道具用のロッカーに閉じ込められ放置され、一人教室に取り残される。丸一日気を失っていた佳奈は目を覚ますと、周りには誰もいなかった。避難所である体育館を目指す佳奈だったが、こんな時でも彼女の頭の中には辛い思い出ばかりが蘇る。途中、本性を現した教師の辺見泰造に襲われるもなんとか振り切り、ピアノに足を挟まれていた教育実習生の比嘉夏海を救出する。体育館に着く直前、再び辺見に襲われるも余震に救われ、辺見は濁流に消えていった。
体育館では原因不明の奇病が生徒や教師を襲っており、謎の老人が慌てながら早く逃げるように訴えるが、佳奈には何の事を言っているのか分からない。救助ヘリが来る屋上を目指すことになるも、奇病に侵されていた綾乃に助けを求められる。いじめの首謀者である綾乃の弱りきった姿を前に、彼女を助けるか見捨てるか、佳奈は選択を下す。いずれにせよ、佳奈は屋上に来ていたヘリで救助されるのだった。

### 第5話 速水編
災害の最中、記憶を失った白衣の青年が目を覚ます。その前に、自身を探していたという女性、成瀬沙耶が現れた。彼女が言うには自分は速水祐司という名前であるというが何も思い出せず、成瀬と共に自身の記憶を求めて富坂市を探索する。
自身の親友であり、成瀬の恋人であったという佐伯聡のマンションを探り、「エキドナ」という謎の単語を知る。その後、自分のマンションにて「エキドナ」が自分が開発した殺人ウイルスであると知った速水は、エキドナが流れ着いたという富坂商業高等学校を目指す。高校では恩師の河村昭三と合流するも、既にエキドナに侵されていた河村はエキドナの処分を託して死亡する。速水はエキドナを弱点の高圧電流で処分するべく、変電所に向かう。
しかし変電所に現れたのはエキドナ開発を命じた黒幕「アポロン」であり、その正体は田辺だった。故郷の復讐を目論んだ田辺はエキドナによる大量虐殺という狂気に憑りつかれており、速水がエキドナを渡すことを拒むと容赦なく彼を撃つ。しかし速水は最後の力を振り絞ってエキドナに高圧電流を流し、この悪魔のウイルスを完全に滅ぼす。激怒した田辺は速水にとどめを刺すが、既に後の祭りであった。

### 第6話

#### 篠原編
ようやく藤宮を父と再会させた篠原だったが、体調を崩していた藤宮は高熱で倒れてしまう。直後、駅の崩壊と富坂市の完全な水没が始まり、ヘリに乗り遅れた篠原は最後の脱出の糸口を求め、この街で最も高いメディアタワーを駆け上がる。途中、瀕死の根岸にエキドナの治療法を記録したデータディスクを託され、メディアタワー頂上部に到達した篠原だが、そこすらも水没は時間の問題だった。その時、藤宮の父のヘリが救助に来る。篠原は間一髪ヘリに乗り移り、メディアタワーの最期と共に富坂市は永遠に地上から姿を消した。

#### 須藤編
水害の最中も各地を廻って情報を集め、田辺の計画について推理を進めていた須藤。しかし全てを解き明かした時には富坂市の水没は秒読み段階であり、5年前の首都島地震同様に絶体絶命の状況に陥ってしまう。不自由な足でメディアタワーを昇る須藤は、途中で根岸にデータディスクを託されつつ頂上部に到達するも、もう打つ手は無くなってしまった。その時、本多の叫び声が聞こえる。街を脱出した彼女は須藤を救出するべく救助ヘリを連れて来たのだ。須藤はヘリに乗り移り、富坂市は完全に海に沈む。その後、須藤は富坂水害の裏の真実を告発するレポートを発表。各方面で反響を呼んだ。

## 舞台設定

### 富坂市
ゲームの舞台となる架空の都市・富坂市（とみさかし）は、限られた土地を有効かつ計画的に活用するための「ジオフロンティア計画」によって、人口約118万人の地下大都市に発展した。富坂市は元々四方を海と山に囲まれた一地方都市で、1911年に市政が始まった。市内を流れる羽代川は度々大雨によって氾濫しており、奥富ダムの建造までは水害の多い土地だった。
1995年に後の田辺知事が都市開発競争で生き残るための新たなプランとして地下空間を有効活用するジオフロンティア計画を始動させ、2006年には第3首都候補地として名乗りを上げた。そして2010年12月に第一期工事が完了。この日より、地下と地上を融合させた都市「ジオシティ」として本格的に歩み出す。中央ジオセクションを中心として、その周囲に配置された第2中央ジオセクション、韮沢ジオセクション、梅川ジオセクション、蓮野ジオセクション、港ジオセクションを五角形の頂点とし、各ジオセクション間をトンネルで繋いだ構造で成り立っている。
ジオフロンティア計画に伴い、地下空間を利用するための様々な設備が整えられ、巨大な空気循環清浄システムや各水路を連結、連携させて効率よく雨水を海へ排出する地下雨水コントロール水路網、強固な耐震構造、警備システムなど治安や防災面は万全であった。
中央ジオセクション
市の中央部に位置するジオセクション。総合駅として改装された富坂駅を中心として他の市と結ぶ在来線のほか、ジオセクション同士を結ぶジオライナーの拠点となっている。駅周辺には、セントラル富坂ビルを始め数多くの企業・金融機関などの集まる高層ビルや、デパート、地下街があり、市の経済活動の中心的機能を果たしている。メディアタワーの完成をはじめ大型商業・業務ビルの建設、建て替えを進めることで地下都市富坂のシティゲートにふさわしい都市景観を目指しているとされる。
韮沢ジオセクション
市の西部に位置するジオセクション。南部を中心にモダンな外観の中小企業振興会館などの近代的なビルが点在するビジネス街で、ブティックや喫茶店も立ち並ぶ。北部にある韮沢駅ではジオライナーが延長されることが決定していた。
最初の水害発生場所かつ、物語の始まりの地であり、ゲーム前半にて舞台となる事が多い。しかしその分、早い段階で水没するため後半には全く登場しなくなる。
梅川ジオセクション
市の北部に位置するジオセクション。自然環境を多く残し、東西・南北へと通じている主要道路も整備された事で快適性・利便性に恵まれた地域。ジオセクション内のほとんどが良好な住宅地で、落ち着いた町並みが形成されている。南部の羽代川沿いにも中高層のマンションが建ち、住宅地区へと変貌しつつある。
蓮野ジオセクション
市の東部に位置するジオセクション。蓮野看護学園や富坂商業高校などの文教施設やコミュニティセンターやスポーツセンターなどの施設があり、富坂市有数の文教地域となっている。ジオセクション中央には市の歴史・民族資料の調査・研究と展示の場として、文化振興の重要な役割を担っている富坂市立博物館が存在する。
第2中央ジオセクション
市の中央部から少し東に位置するジオセクション。大通りやジオライナーを中心に大企業のオフィスビルが建ち並び、経済活動を促進する役割を担っている。立地的な利便性からオフィスビル建設の要望が殺到しており、ジオセクションの面積を深く大きくするプランが次年度から実施される予定だった。
港ジオセクション
市の南西部に位置するジオセクション。海の玄関であり、国際貿易港を擁した工業地域である港区の中心に位置し、市の物流を司る役割をしている。ウォーターフロントを生かしたまちづくりが進められ、深海魚水族館、海運歴史博物館を備えたビルなどが、市民に親しまれる海洋文化・レクリエーションの拠点となっているとされる。
ゲーム中には行く機会が無く、実際の街並みは不明。

### 富坂水害
2010年12月18日から季節外れの雨が富坂市に降り始め、連日降り続いた雨は23日には1日の降水量が観測史上最高の800mmを記録する大雨となった。翌日の24日も雨は降り続け、同日14時6分に市内を流れる羽代川が警戒水位を超過するが雨量は増加し続ける。その結果排水しきれない雨水が溢れ始め、韮沢ジオセクションのジオフロンティア計画第一期工事完成披露のパーティ会場で水漏れが発生するなど徐々に影響が出始めた。この頃より警察が出動して警戒に当たるとともに、自主避難も始まった。篠原編では、この時にガスや水道が止まったことを料理長から聞くことができる。
14時20分ごろ遂に羽代川が決壊。市西部で大規模な浸水が発生して多数の行方不明者が発生する。更に韮沢ジオセクション各所で陥没事故が発生したため、市は羽代川より西側の地域に緊急避難命令を発令。韮沢駅と富坂西インターチェンジとの間で避難バスが被災者を運び始める。
その後も増え続ける雨量の影響で決壊部分は広がり続け、18時23分には地下のホームに流れ込んだ水によって流された電車が韮沢駅を破壊。22時58分には西インターチェンジで被災者を輸送していたヘリが墜落する。この時浸水は市の西部から東部、更に南部の羽代区へと広がっており海岸線決壊の危険があるため、市全域に避難命令が出され午前2時頃には蓮野区の避難がほぼ完了した。
翌日11時ごろ、連日の大雨で貯水容量の限界を超えた奥富ダムが破損。上部の洪水吐からも緊急放流を始めるも間に合わず破壊が進行し、完全に崩壊する。この影響により貯水していた水がすべて濁流となって下流を襲い、柿沼サービスエリア付近の橋に鉄砲水が押し寄せた。同時期に田辺知事が行方不明となったとの情報が流れる。この頃までに避難所を中心に死亡率が極めて高く、感染速度の速い新型インフルエンザが蔓延する。その正体は速水編で明らかとなる。
日付が26日に変わる頃には海岸線決壊による海水の流入と、豪雨の影響によって沿岸部を中心に陥没が連鎖的に発生。雨が雪に変わるが韮沢区をはじめとする市の西部は完全に水没状態となり、中央区、蓮野区、伏山区と言った一部地域が残るのみとなるが浸水は勢いが衰えず徐々に市全域が沈み始めた。そして26日17時30分、最後に残された中央区富坂駅周辺で浸水が始まり駅の崩壊が始まる。駅に続いてメディアタワーも崩壊が始まり、雪が止んで日が差し始めた頃中央区が水没。天気が晴れに変わり、1週間にわたって降り続いた豪雨はようやく終息。しかし、メディアタワーの水没をもって富坂市は完全に水没し、見えなくなった。

## 登場人物

### 主人公
本作には全6人の主人公が存在する。振る舞いの多くが選択肢に委ねられる関係上、各主人公のキャラ付けは前作よりも薄くなっているが、ある程度は自発的に喋り、またマップの付箋やオブジェクトを調べた際のコメントなどにもそれぞれの性格が反映されている。
篠原 一弥（しのはら かずや）
身長：175cm / 体重：65kg / A型 / 天秤座
声 - 渡邊正幸
第1話の主人公で最終話の主人公の一人。大学4年生で、アルバイト中のウェイター。22歳。特殊技能は「温めあう」で、同行者の藤宮春香とTPを分かち合うことができ、藤宮のTPの方が高い場合は篠原のTPを回復できるが、逆の場合はTPを奪われることになり、また使用時の演出は藤宮の篠原への好感度によって変化する。服装は変えられるが、初期の服装は前掛け付きのウェイター服を着用している。イメージイラストでは頭に包帯を巻き、ボロボロのウェイター服を着て、作中にも出てくる私物のリュックサックを背負っている。多くの言動は選択肢に委ねられるが、コメントでは真面目な性格が表れている。
韮沢ジオセクションで開催された「ジオフロンティア計画完成披露パーティ」でウェイターのアルバイトをしていた際に突然の水害に巻き込まれたが、アルバイト仲間の藤宮と協力し、次第に水没する富坂市から脱出を図る。当初は藤宮を「藤宮さん」と呼んでいたが、選択肢によっては徐々に彼女に惹かれていき、困難を乗り越えていく内にお互いを「春香」「一弥さん」と名前で呼び合うようになる。
初期装備のウェイター服は、グランゼーラが開発した『巨影都市』の早期購入特典として付属した他、同じくグランゼーラ開発の『マンガ・カ・ケール』の「絶体絶命都市パック」にも「絶2主人公の服」として収録されている。
欧米版の名前は「ジョシュア・ハーウェル」（Joshua Harwell）。
佐伯 優子（さえき ゆうこ）
身長：160cm / 体重：49kg / O型 / 双子座
声 - 赤井路子
第2話の主人公。大学2年生で、佐伯聡の妹。20歳。特殊技能は「出来心」で、近くにいる人物からアイテムを一つ盗むことができる。序盤で逮捕されてしまったために手錠をつけられており、最後までそのまま行動する事になるが、ぶら下がりは出来ない一方で、着替えたり梯子を登ったりとかなり自由に動く事が出来る。服装は変えられるが、初期の服装はピンクのセーターにスカートを着用し、タイツに茶色のロングブーツを履いている。上着に限っては袖を通さず羽織る形になる。イメージイラストでも、破れた初期の服装にピンクのジャケットを羽織っている。多くの言動は選択肢に委ねられるが、コメントでは兄想いの性格が表れ、その兄が殺された事でどこか陰を帯びた態度が目立つ。
兄に呼ばれて彼のマンションを訪れるが、その兄は殺害されており、更に兄殺害の容疑で警察に逮捕され、無実の訴えも虚しく韮沢警察署の留置所に入れられてしまう。その後、警察には取り合って貰えないまま突然の水害で韮沢警察署が崩壊し、その混乱の最中に脱出はしたものの水害の渦中に放り出されてしまう。その後、青山透と出会い、彼の協力を得て自分の無実を証明するために街を奔走する。立場上、災害よりも人間にも襲われる事が多いが、いずれの場合も運良く災害に助けられる格好となっている。
クライマックスでは兄を殺した犯人である青山を怒りを以って見下ろすが、選択肢次第で青山を助けて警察に突き出す、青山を見捨てて彼が転落した後に警察に保護される、青山を自ら殺害した為に警察に自首するのいずれかの結末を迎える。データディスクはその場に落としたものを根岸俊介が拾った（元より根岸に渡す事が聡の遺言だった）。
欧米版の名前は「アンバー・ブラジル」（Amber Brazil）。
柘植 明（つげ あきら）
身長：180cm / 体重：80kg / B型 / 牡牛座
声 - 蓮池龍三
第3話の主人公。タクシー運転手。36歳。今まで色々と苦労していたようで、転職経験が3回もある。特殊技能は「カーラジオ」で、タクシー乗車中のみ使用可能である為に「災害情報局」や「バラエティ局」という2局の番組を聴取でき、番組の内容はゲームを進めると変化する。タクシーで街中を移動するために主人公の中では最も移動距離が長い。服装は変えられるが、初期の服装はタクシー運転手の制服を着用している。多くの言動は選択肢に委ねられるが、コメントではぶっきらぼうな性格が表れている。
水害発生前は梅川区のコンビニで立ち読みをしていたが、工事作業員風の客（現場監督）を韮沢ジオセクション付近まで送り届けた後にジオセクションを出て来た本多涼子を乗せる事になる。その結果、水害の最中あちらこちらに振り回されるが、やがて彼女と奇妙な連帯感を持つようになる。
欧米版の名前は「アイザック・シラー」（Isaac Schiller）。
西崎 佳奈（にしざき かな）
身長：155cm / 体重：45kg / A型 / 獅子座
声 - 小林恵美
第4話の主人公。富坂商業高等学校に通う高校1年生。15歳。特殊技能は「おもいで」で、いじめに遭っていた時の記憶を確認できるが、強制的に入手するものと特定の場所を調べて入手するものがある。また、服装は変えられるが、初期の服装は高校の制服を着用し、上履きを履いている。多くの言動は選択肢に委ねられるが、コメントでは気弱で内向的な性格が表れている。主人公の一人ではあるが、本筋のストーリーへの関わりは極めて薄い。
クラスの中でいじめに遭っており、避難命令が出された時には教室のロッカー内に閉じ込められた為に逃げ遅れ、長い間気を失っていた。目覚めた後は辛い思い出に苛まれながら避難するが、体育館でいじめの首謀者である桜坂綾乃と立場が逆転した状態で再会する。
欧米版の名前は「ペイジ・マイヤー」（Peige Meyer）。
速水 祐司（はやみ ゆうじ）
身長：175cm / 体重：58kg / AB型 / 蠍座
声 - 川島章吾
第5話の主人公。白衣を着た記憶喪失の青年。26歳。特殊技能は「記憶を思い出す」で、会話などで「記憶の断片」を入手してそれをパズルのように組み合わせることで記憶を取り戻していくが、選んだ選択肢によって入手できる「記憶の断片」が異なる場合があり、それによって思い出す記憶も違うものになる事もある。思い出すというよりは情報を繋ぎ合わせる推理に近い。他の主人公の行動次第でスタート地点が変化する。服装は変えられるが、初期の服装は研究員のような白衣を着用している。
初登場時は川底トンネルで気を失っており、佐伯編で救出するか否かでスタート地点が変化する。救出した場合はコインランドリーにて、知り合いとされる成瀬沙耶に見守られながら目を覚ます。しなかった場合は自力で地下を這い出し、成瀬と合流する。災害に巻き込まれて頭を負傷しており、自分が誰かさえ分からない記憶喪失状態のまま、失われた記憶を取り戻すために成瀬と共に富坂市を彷徨う。行動していく内に徐々に記憶を取り戻していき、終盤では市内にある大手製薬会社「新富製薬」の社員であることやアポロンこと田辺宗一郎に頼まれて成瀬の恋人である佐伯聡と共に殺人ウイルス「エキドナ」の開発を行っていたことを思い出す（ただし、情報の繋ぎ方次第では取り戻す記憶に差異が生じる）。メールの文面などから、記憶を失う前は非人道的な目的に使われると知りながら自身の研究欲と探求心の為にエキドナの開発を行っていたマッドサイエンティストだった事をうかがわせる。性格も選択肢に応じて変わり、正義感が強い選択肢を選んだ場合は「恐ろしいウイルスであるエキドナを滅ぼす」という使命感から、マッドサイエンティストになるように選ぶと「エキドナを他人に渡すぐらいなら処分する」という行動原理で変電所に向かう。
上述の通り、エンディングAに到達すると必ず死亡してしまう主人公となっており、クリア後の「凍てついた記憶たち」も速水自身ではなく同行者の成瀬の独白になっている。
欧米版の名前は「イワン・コスロフ」（Ivan Koslov）。
須藤 真幸（すどう まさゆき）
身長：175cm / 体重：65kg
声 - ヤマモトヒロフミ
最終話の主人公の一人。前作『絶体絶命都市』の主人公で、報都新聞社に勤務する新聞記者。かつて首都島で起きた地震による大崩壊の渦中から真実を掴んで脱出した「災害を生き延びた男」。30歳。特殊技能は「解き明かす」で、速水の特殊技能と同じく入手したメッセージの断片を組み合わせて災害の裏で起きている事件の真相を明らかにする。しかし解き明かす為の情報はそれまでのシナリオのプレイ状況によっては足りない事もある（フリーゲームの場合は必ず足りない状態で始まってしまう）。今作ではジャケットとジーンズを着用し、サングラスを掛けている。服装の変更は出来ず、選択肢も少なく奇抜なものは皆無。脚を怪我しており、ロフストランドクラッチを使用しているが、その怪我の原因は明らかにされておらず、プロデューサーの九条一馬は「別の機会にご覧いただけるようにする予定」と答えている。
ある事件の真相を究明するために水害で沈みゆく富坂市に残って取材を続けており、シナリオ上で主人公に遭遇する他、作中の随所でその姿を見る事ができる。水害発生前は新富製薬の取材を行い、続いて韮沢区地下施設でのパーティの報道陣の中に姿を見せるが、水害発生時には韮沢ジオセクションを歩いている。一日目の夜にはアンジェリーナで情報を整理しており、翌日の奥富ダム決壊時にはその場に居合わせている。二日目の夜に報都新聞オフィスで推理を進めている最中に本多と再会し、タクシー代を立て替えさせられる羽目に。
三日目に脱出に乗り出した時には既に街が水没を始めており、首都島の時と同じような状況に陥ってしまう。真相を解き明かさなかった場合はメディアタワーと運命を共にする事になるが、『絶体絶命都市4Plus』の後日談には登場する事から、彼が生還する結末がシリーズの正史となっている。最終話の操作キャラが篠原になった場合は柘植編を最後に登場せず、いつどのように街を脱出したのかは不明。
欧米版の名前は前作同様「キース・ヘルム」（Keith Helm）。

### 同行者
各主人公と行動を共にするキャラクター。シナリオによってはこれ以外にも同行するキャラが存在するが、以下は主人公と同様に装備、濡れ、TPの概念が存在し、あたたまりポイントでは一緒に暖を取り、食事も可能となっている。ただし、TP切れによる死亡はしない。
藤宮 春香（ふじみや はるか）
身長：160cm / 体重：50kg / A型 / 乙女座
声 - 古山あゆみ
篠原の同行者。大学3年生。21歳。実家は裕福なようだが、それを感じさせる雰囲気を持っている。篠原一弥と同じパーティー会場でウェイトレスのアルバイトをするが、体調不良から早退しようとしていた際に水害に遭遇。更衣室に閉じ込められていた所を篠原に助けられたことで行動を共にする。服装は変えられるが、初期の服装はウェイトレスの制服を着用しており（被災直後は自分のコートを着ていたが、後に清掃員のおばさんに譲る）、このウェイトレス服は装備可能キャラは限定的だが装備品としても入手可能。イメージイラストではボロボロのウェイトレス服を着て傘を持っている。また、ゲーム中と靴が違う。TPが減った状態で話しかけると台詞も辛さを訴えるものになる。
中学時代、父の再婚相手である片桐芳枝を母と認めず、実母の形見を誤って捨てられた事で毛嫌いするようになっていたが、その自分の行動が原因で義母は足が不自由になり、その負い目から中学卒業と同時に家を出て全寮制の高校に入った。以来、実家には帰っていない。その義母が富坂市の病院に入院している事から、義母を置いて自分だけ逃げる訳にはいかない、と脱出には消極的である。一方で義母への申し訳なさと、未だ母と認められない感情が入り混じり、いざ対面してもどうすれば良いか決めかねており、篠原の言葉で最終的な決断を下す。
好感度が存在し、選択肢に応じて変動する。好感度次第で「温めあう」の反応が変化し、また一部台詞が変わる場合もある。また、好感度が高い場合は選択肢によっては篠原とお互いに名前で呼び合うようになる。篠原が高架から落ちた事で離れ離れになり、翌日に富坂東I.C.で子供を助けようとして危機に陥っていたところを再び篠原に救われて再会。その後は街を脱出せず義母の元へ向かう事を選択し、同行を申し出た篠原と共に富坂市に残る。
エンディングCでは篠原と別れて一人で義母の元を目指すが、その場合も以降のシナリオで姿を見せない為、最終的な安否は不明。『4』の後日談には僅かながら登場するため、エンディングAかBのどちらかがシリーズの正史となる模様。
初期装備のウェイトレス服は『巨影都市』の早期購入特典として付属した他、『マンガ・カ・ケール』の「絶体絶命都市パック」にも「絶2ヒロインの服」として収録されている。
欧米版の名前は「ステファニー・マクマーロウ」（Stephanie McMurrough）。
青山 透（あおやま とおる）
身長：173cm / 体重：61kg / AB型 / 射手座
声 - 小田久史
佐伯優子の同行者。田辺の秘書。28歳。警察と水害に襲われていた優子を助け、共に事件の真相を突き止めるべく同行する。かなり気弱だが、指名手配されている優子に協力を買って出る上、時には銃撃から優子を守る一面を見せる。田辺のことを尊敬していると語る。前作の陣内に続き、本シリーズでは数少ない男性同行者である。服装は変えられるが、初期の服装は青いスーツを着用している。選択肢次第では優子に恋愛感情を抱かれるものの、最終盤の台詞によると優子は好みではないらしい。
実は優子の兄の佐伯聡を殺害した真犯人である。普段の気弱な物腰も優子を欺くための演技でしかなく、その本性は極めて冷酷で、目的のためには殺人も厭わない。田辺（アポロン）の指示で独自にデータディスク及び裏切った聡の行方を追っており、後に聡を見つけ出して彼を殺害するが、肝心のデータディスクは部屋から見つからなかった為にそこで聡の妹である優子を利用することを思い付く。その後、タイミングを見計らって優子と出会い、彼女を利用してデータディスクの居場所を探ると共に見つけたら一気に横取りしようと画策し、自らの計画通りに優子と行動を共にする。
クライマックスでは優子の選択次第では助けられた後に警察に逮捕されるか、もしくはそのままダムに転落する形で末路が分かれる。中盤で優子が救助された際は、最後まで正体を明かさない。
藤宮同様に好感度が存在し、一定以上だととある場面で佐伯を庇ってくれる。
実は柘植編のラストシーンの背景に青山本人かどうか定かではないが、身なりがそっくりの青いスーツを着た人物が根岸らしき黒いスーツを着た人物を追いかけているのが見える。
欧米版の名前は「エイダン・チェイス」（Aidan Chase）。
本多 涼子（ほんだ りょうこ）
身長：164cm / 体重：52kg / B型 / 山羊座
声 - 坂戸こまつな
柘植の同行者。週刊報都の編集者である須藤真幸の後輩。25歳。田辺宗一郎の疑惑を調べる為に富坂市にやって来ており、金を持っていないにもかかわらずに柘植の運転するタクシーを料金後払いでほぼ貸しきり状態で富坂市を乗り回し、無理やり水害の中で取材を強行する。パーティ会場で従業員から制服を手に入れて取材のために潜入したり、災害の中製薬会社に侵入したり（しかも無断で持ち出した他人の社員証を使って）と、良く言えば大胆、悪く言えば手段を選ばない行動を取っている。自身の直感を頼りに突き進む豪胆な性格だが、逆に言えば決め付けで行動するタイプのため、先輩の須藤によく窘められる。また、柘植への運賃支払いも隙あらば有耶無耶に済まそうとするなど、かなり調子のいい面も。初期の服装は白のジャケットとパンツルックのスーツ姿となっているが、篠原がウェイトレスの制服を渡した場合は何故か取材後もその恰好のまま会場を後にしており、ウェイトレス姿で柘植のタクシーに乗り込んで来る。
選択肢によっては優子が起こした爆発事故に巻き込まれて死亡（エンディングB）。その場合は須藤編で情報が足りなくなる為に事件を解き明かせず、助けも来ない。『3』以降にも登場する事から、エンディングAがシリーズの正史となっている。
欧米版の名前は「ソフィア・ブリッグス」（Sophia Briggs）。
比嘉 夏海（ひが なつみ）
身長：158cm / 体重：41kg / O型 / 蟹座
声 - 立野香菜子
西崎佳奈の同行者。教育実習中の大学生で、前作『絶体絶命都市』に引き続き登場。22歳。高校生だった前作から心身共に成長しており、まだ実習生の身でありながらも既に教師として責任感のある行動を見せている。佳奈のいじめ問題に真っ先に気付いていつも彼女の相談に乗っていたようで、佳奈からも信頼されている。担当科目は英語。教育実習で来ていた富坂商業高等学校にて、突然の水害に巻き込まれ、災難続きの運命を嘆きつつも前向きに脱出を目指す。逃げ遅れた生徒を探しているうちに佳奈を発見し、体育館に避難するように呼びかけるも直後にピアノに足を挟まれて動けなくなり、佳奈に助けられる。体育館への避難後は生徒達を連れて屋上に向かい、救助ヘリで街を脱出した（全エンディング共通）。
西崎編の同行者という扱いではあるが、実際に佳奈と行動を共にするシーンはほとんど無く、追随するパートも無い。よって、濡れや体調の変化が起こる機会も無い。服装もオレンジのジャケットと緑のスカートで固定で、着替えさせる事は出来ない（全ての装備品が装備不可となっている）。
欧米版の名前は前作同様「ケリー・オースティン」（Kelly Austin）。
成瀬 沙耶（なるせ さや）
身長：155cm / 体重：38kg / A型 / 牡牛座
声 - 田中繭子
速水の同行者。佐伯優子の兄である聡の恋人。22歳。恋人の聡の死の真相を突き止めるべく避難をかなぐり捨てて行動しており、鍵を握るであろう速水を探して街を彷徨っていた。二日目に記憶を失った速水の前に現れ、以降は行動を共にする。聡を通じて記憶を失う前の速水とは面識があり、様々な事を教えている。雨の降りしきる街を1人で探し回っていたためか、速水との合流直後に突如意識を失うほど体調は芳しくないが、それでも強い意志の下、既に崩壊が進んだ街を速水と共に奔走する。服装は変えられるが、初期の服装はカーディガンにワンピースという薄着姿。履いている靴はある場所で入手できる。衣装を渡すと「着てみたかった」と言い、ファッションやコスプレへの関心を覗かせる。
聡の最後の手紙を受け取った後は彼の意志を継いでエキドナを処分するべく、速水に最後まで同行を申し出る。これを承諾すると共に変電所に向かい、作業は速水に任せて自分はゴムボートの番をしていたが、その間に速水は田辺に射殺され、ただ一人その場に残されてしまい、速水の亡骸に寄り添って泣いたまま沈みゆく街と運命を共にした。
速水の行動によっては変電所に同行せずに学校に残ったり、寝返った速水が田辺と共にエキドナを運び出す様をショックを受けつつ取り残されるが、いずれにせよ無事に街を脱出する描写は無い。エキドナが世界に流出する結末のみ速水と共に生還した事が判る。
欧米版の名前は「シエラ・ヤング」（Sierra Young）。

### サブキャラクター
田辺 宗一郎（たなべ そういちろう）
声 - 喜多川拓郎
Z県の知事で元富坂市長。ジオフロンティア計画によって富坂市を発展させた功労者であり、黄色いスーツが特徴的。56歳。前の職業は医者だったようで、かつては風土病の権威としても知られていた。水害発生時には自ら率先して救助活動を指揮していたが、二日目には行方不明となる。
実は殺人ウイルス「エキドナ」の開発を推し進めていた首謀者で、同時にエキドナの出資者「アポロン」の正体である。故郷である「奥富村」に疫病が蔓延した際、政府と富坂市は救援ではなく隔離という手段を取って自然な沈静化を狙ったものの、結果として村は田辺を残して全滅。それが判るや否や、山火事に見せかけて火を放って証拠隠滅を図った。この事から政府と富坂市へ強い復讐心を抱き、奥富村と同じ惨状を富坂市に引き起こすバイオテロを画策する。
エキドナを生み出す為に市内の大手製薬会社「新富製薬」に目を向け、自らは「アポロン」と名乗って出資と協力の元で佐伯聡と速水祐司にエキドナの研究及び開発をさせる。エキドナの完成後は12月24日を以って奥富ダムから市内に流し、市民の大量虐殺を目論んでいたが、良心の呵責に耐えかねた聡の裏切りに遭い、データディスクを持ち出されてしまった上にエキドナのコンテナは豪雨で流されて行方が分からなくなる。更には発生した水害によって街は徐々に崩壊し、市民達も次々と避難し始めた事で計画は一層狂い、データディスクの奪還を秘書の青山に任せ、自身は行方不明を偽装して単独でエキドナの捜索を行っていた。しかし青山の方は失敗に終わり、自身も後一歩のところで速水にエキドナを台無しにされてしまう。最後は怒りから速水を射殺。彼が絶命しても怨嗟の言葉と共に銃を打ち続け、項垂れたまま部下に連れられてその場を去ったが、脱出後の安否は不明である（事件の真相については須藤によって公にされる）。
このウイルスはタンクに入った状態で街を漂流していたが、少しずつ漏洩していたようでニュースでは市内で致死率の極めて高い新型インフルエンザが流行っている事が報道される。
欧米版の名前は「ゴールドスタイン」（Goldstein）。
片桐 芳枝（かたぎり よしえ）
声 - 七海入歌
藤宮春香の義母。春香の実母が亡くなった後に藤宮家に嫁いだが、春香に良く接する一方でその春香には母と認められず終始冷たく当たられ、春香の実母の形見を誤って捨ててしまった事をきっかけに春香から完全に嫌われてしまう。しかし家を飛び出した春香を追いかけた際に交通事故に遭い、下半身に車椅子の使用も困難な程の障害を負ってしまった。それを負い目に春香は実家を出た上に、離婚して片桐姓に戻っている。
災害時には危篤状態となって椿ケアセンターで療養を受ける。その後は椿ケアセンターに崩壊に伴ってドクターヘリで病院を脱出し、後に救助テントにて春香と再会を果たす。春香が謝罪をしようとした場合はもう判っていると、怒りをぶつけた場合は自分を恨むことで気が晴れるならいくらでも恨むように告げ、どちらの場合でも春香と和解を果たして安らかに息を引き取る。
欧米版の名前は「クレア・ワイアット」（Claire Wyatt）。
佐伯 聡（さえき さとし）
声 - 奈良徹
佐伯優子の兄。新富製薬の社員。29歳。アポロン（田辺宗一郎）の指示で殺人ウイルス「エキドナ」の研究に手を貸し、結果としてそれを完成させるが、後に良心の呵責に耐えかねてエキドナの研究データと治療薬の精製方法が入ったディスクを持ち出す。その後、優子に託せるようにディスクをある場所に隠したが、最後はアポロンの命を受けた青山に殺害される。
欧米版の名前は「デイビッド・ブラジル」（David Brazil）。
根岸 俊介（ねぎし しゅんすけ）
声 - 前田俊文
佐伯優子と最初に接触した黒服の男。優子の兄でもある佐伯聡のかつての同僚であるとされるが、一方で選択肢によっては「新富製薬の研究員でないのは確かだ」と語っており、銃を携行していたり偽の避難命令を出せる等、大きな権力を持っている事を匂わせるが真の正体は謎である。聡が持ち出したデータディスクを探しており、既に殺されていた彼の部屋から現れたことで優子と出会う（そのため、一時は聡を殺した犯人とも思わせる流れになる）。災害発生後も富坂市内を移動しながらデータディスクの行方を探し続け、再び訪れた聡のマンションにてデータディスクの隠し場所を記したメモを優子から奪い、本多を助ける協力を求めてきた柘植を脅して移動手段を確保。その為、柘植編後半の実質的な同行者となる。
奥富ダムにて優子を殺そうとしていた青山と対峙し、優子を通じてデータディスクを手に入れる。その後は柘植との約束を果たして本多を救出。研究所脱出後は柘植と握手を交わして去って行くが、終盤で崩壊するタワーの頂上で重傷を負ったままの状態で篠原（最終話の操作キャラによっては須藤）と出会い、彼にデータディスクと後の事を託して自身は崩壊するメディアタワーと運命を共にする。
欧米版の名前は「ジェイデン・ブラッドフォード」（Jaden Bradford）。

秋本 茂（あきもと しげる）
声 - 高宮武郎
佐伯優子を逮捕した韮沢署の刑事。犯罪そのものを憎悪し、「弁護士に罪を軽くしてもらって、刑期を終えれば自由の身。被害者はやられ損」と現行の裁判制度を生ぬるく感じているが、故に犯罪者に対して容赦無い考えを示しており、「逮捕されてなかったら俺がこの手で殺していた」「犯罪者は全員死刑にすべきだ」という危険思想さえも持っている。優子の無実の訴えにも一切耳を貸さず犯人と決めつけたり、優子を避難させる為に外に出そうとした部下にでさえ「責任問題だ」と激しく叱責して優子を水没する留置所に閉じ込めたり、住民の避難に尽力する部下にも「相手は凶悪犯だ」と叱り付けて優子の逮捕を最優先させたりと過激な姿勢も見せている。犯罪者が逃亡犯になった際も逃がさずに執拗に追い続けるといった執念深さもあるが、その執念深さは常軌を逸しており、洪水に流されようと土砂崩れに巻き込まれようと住民の避難そっちのけでひたすら追いかけてくる程である。挙句、正当防衛や仕方のない状況と思わせて犯人を射殺するといった残忍な一面も見せており、本人はその事を「良くある話だ」と正当化して開き直っている。これほど極端な思想に至った経緯は最後まで不明である。優子を執拗に追跡し、あまつさえ彼女を逃亡犯として射殺しようと画策するが、悉く災害によって邪魔され、パトカーと共に転げ落ちて以降は登場しなくなる。
『パチパラ14 ～風と雲とスーパー海IN沖縄～』収録の『パチプロ風雲録6～情熱篇』にも登場する。
欧米版の名前は「トラップ刑事」（Detective Trapp）。
桜坂 綾乃（さくらざか あやの）
声 - 黒河奈美
西崎佳奈をいじめるグループのリーダー格。大手建設会社社長の娘。気が強く、普段は取り巻きを引き連れて威張り散らしているが、実際は自分が窮地に陥ると掌を返したり、命乞いをするなどの小物である。趣味は乗馬で、最近は自ら調教するとのこと。
普段から佳奈に陰湿ないじめを繰り返し、災害発生時ですら彼女をロッカーに閉じ込めたり避難場所の体育館の扉に鍵を掛けるという命の危険に晒す行為に出たが、避難中にエキドナの影響と思しき病気に侵され、数名の生徒と共に身動きが出来なくなる。その後、体育館へとやってきた佳奈に助けを求め、屋上まで彼女と行動を共にする（肩を貸すか、拒んで自力で歩かせるかは選択次第）が、終盤では地響きで崩壊した階段から落ちそうになり、選択次第では佳奈に助けられて共に生還（病気に関してのその後は語られない）するか、もしくは彼女に見捨てられた後に転落死するか、または地響きの拍子に転落する佳奈の最期を見届ける（その際に佳奈の死を嘲笑うか喜ぶかのような意味深な笑みを浮かべる）。
同行者には含まれないが、実際に佳奈と行動を共にするパートがあるのは比嘉ではなく彼女の方である。
欧米版の名前は「エミリー・ローズ」（Emily Rose）。
辺見 泰造（へんみ たいぞう）
声 - 奈良徹
富坂商業高校の化学教師。表向きは優しい性格で、生徒の悩みに対しても親身に相談に乗るなどしているために生徒たちからの信頼はかなり厚いが、その本性はかなりの変態で、ズボンを脱いで女子トイレに籠ったり、また佳奈に対してもストーカーに近い眼差しを向けている。災害発生後はピンセットを両手に持って女子トイレから現れ、本性を剥き出しにした上で狂笑しながら佳奈を襲い、そのまま彼女を追い回すが、途中で洪水に巻き込まれる（その時に柘植の行動によっては彼が運転するタクシーに撥ねられて足止めを食らう）。その後もなぜか生存しており、鉄骨から落ちそうになった佳奈を追いかけるが、地響きによってそのまま鉄骨から転落し、消息不明に。
欧米版の名前は「ゲイリー・サベージ」（Gary Savage）。
河村 昭三（かわむら しょうぞう）
声 - 緒方賢一
白衣を着た老人。新富製薬の元社員で、速水や佐伯聡の恩師でもある。新富製薬に勤めていた時に殺人ウイルス「エキドナ」の開発とアポロンの計画に反発しており、速水のやり方にも反対していたが、後に計画の邪魔になると判断したアポロンによって新富製薬を追い出された。その後は個人で脅威を止める為に行動し、速水からエキドナの弱点とアポロンの正体を聞き出すつもりであったが、彼が記憶喪失に陥ったことでひとまず聞き出すことを断念し、富坂商業高校の現状を確認するためにその場を後にする。その後、速水から一通りの情報を聞き出すが、既にエキドナに感染して身体も持たない状態であったためにその場に倒れてしまい、最後は速水たちに後のことを託して息絶える。
欧米版の名前は「スプリッツ博士」（Docter Spritz）。
竹辺 幸（たけべ ゆき）
声 - 黒河奈美
前作にも登場した火事場泥棒の女。39～40歳。情緒不安定のような言動や疑心暗鬼な考えによる発言を繰り返したり、雨が降る中で棒立ちしていたり、宝石を見つけると必死に漁っていたりと完全に理性を失っている。何かしらのトラウマを抱えているようで、故に主人公たちと接触すると冷たい態度を取るが、その中でも西崎佳奈にだけは「自分と似ている」と共感を示している。
前作以上に神出鬼没で、須藤真幸以外の全主人公で遭遇し、特定のアイテムを渡すなどの条件を満たすと1人につき宝石を一つ渡す。全ての宝石を集めると特別な装備品を獲得できる。水害発生からほどない時期には韮沢区のビルで貴金属を漁っていた際に篠原一弥と遭遇。篠原がカイロを渡すと、優しくするのは宝石目当てと勘違いして怒鳴り散らしながらも二度と話しかけない事を条件にくず真珠を投げつける。その夜には川底トンネル付近にて土砂降りの中で佇んでいた所を佐伯優子に傘を貰い、直後に話しかけたのは自分の持つ宝石が目当てだと勘違いしてヒステリーになりながら去るが、その際にちいさなオパールを落とし、それを優子が拾う。その後はアンジェリーナ周辺で柘植明にタクシーで目的地まで乗せて貰い、運賃の代わりとして欠けたサファイアを渡す。翌日、冠水した泉ニュータウンのトラックの荷台の中で速水祐司に食べ物を貰った際に、彼に一方的な好意を向ける。しかし成瀬沙耶という女性の同行者がいる事を知ったことで「彼女に騙されている」と勘違いして自分と付き合うように告げるも断られ、代わりに自分だと思って大事にするようにと大きなダイヤモンドを渡した。夕方には富坂商業高校の敷地内で救助ヘリを待っており、遭遇した佳奈に優しい態度を見せた上で励ましの為に無条件で真紅のルビーを渡す。その後、屋上に来たヘリに便乗して街を脱出した模様。
チーフ
声 - 大橋佳野人
韮沢ジオセクション第一地下施設のチーフウェイター。篠原が会場でふざけた行動を取ったり失態を犯すと、すぐさま駆け付けて叱る。水害発生時にはアルバイト達に客の避難誘導と、その後は自分達も速やかに避難する事を指示する。ジオセクション崩壊後は逃げ遅れた避難者達と共に地上を目指し、途中で篠原達と合流。しかし先に梯子を登っていた藤宮がもたついているうちに下にいた避難民達と共に激流に流されて死亡する。
料理長
声 - 麻生智久
韮沢ジオセクション第一地下施設の料理長。チーフの死後は中心となって避難者をまとめる。しかし救助ヘリが墜落した際に高架から転落しかけ、助けようとした篠原と共にそのまま転落してしまう。篠原は助かったものの料理長は致命傷を負い、「こんな事ならもっと息子の相手をしてやればよかった」と言い残して息を引き取る。
現場監督
声 - 川村拓央
韮沢ジオセクション工事関係者。水害発生前、柘植のタクシーに乗り韮沢ジオセクションまで向かう。水害発生後は率先して脱出路の探索を行っていた。昇降機を使用して地上へ脱出する計画を避難者たちに提案。篠原の協力もあり一部避難者の誘導には成功するが、昇降機の鍵を取りに行った際に自身は足に怪我を負ってしまう。その後、篠原に救助され、自身も脱出に成功している。
藤宮グループ職員
声 - 川原慶久
藤宮グループ私設救急隊の一員。ヘリを用いて、重症患者の救助にあたる。韮沢駅にて身勝手な避難者に言い寄られていた。
エリカ
篠原達の乗り込んだバスに乗っていた幼い少女。事態の深刻さを理解しておらず、避難中も「遠足みたいで楽しい」と笑っていた。経緯は不明だが、篠原が富坂東I.C.に辿り着いた時にはガソリンスタンドの上から降りられなくなっており、助けようとした藤宮も一緒に身動きが取れなくなっていた。篠原が受け取る形で助かるも、今度は藤宮がガソリンスタンドごと流されてしまう。藤宮が篠原に助けられた後、救助ヘリによって母と共に救助されていった。藤宮を慕っている様子で、篠原が藤宮を説得してヘリに乗せた場合は「お姉ちゃんと一緒だ」と喜ぶ。
エリカの母
娘のエリカと共にバスで避難している母親。エリカがガソリンスタンドから降りられなくなった為に篠原に助けを求める。藤宮が流された後は篠原に協力して足場になるオブジェを動かした。最後はエリカと共に救助される。
団長
声 - 緒方賢一
峰岡大サーカスの団長。サーカステントを避難所として活用していた。篠原に悩みを打ち明ける。
藤宮の父
声 - 中田雅之
藤宮グループの総帥で、藤宮春香の父親。かつて妻を亡くした後、片桐芳枝と再婚したが春香との一件が原因で離婚している。水害発生後、春香には芳枝の件は気にせず帰ってくるように言っていたが、再会時には芳枝の最期の瞬間に傍にいてくれた事を感謝していた。
富坂水害の最中には私財を擲って救助活動を行っており、三日目には自ら救助ヘリに乗り込んで娘の救助に駆け付けた。富坂駅にて篠原に連れられた春香と再会し、娘を守ってくれた篠原に礼を言うも、直後に最後の災害が発生した事でやむなく篠原を残して離陸。篠原にメディアタワーを登るように訴え、最後はタワー最上部に辿り着いた篠原を救出した。
なお、スタッフロールで「としお」という名前である事が解るが、ローマ字表記である為に漢字は不明。
看守
声 - 大橋隆昌
韮沢署留置所の看守。留置所に残った人間を避難させようとしていたが、棚に足を挟まれて身動きが取れなくなっていた所を優子に助けられる。共に脱出しようとしたものの、現れた秋本に「犯罪者を外に出す気か」と怒鳴られ、優子は留置所に再び閉じ込められてしまう。
ジオくん
声 - 阿澄佳奈
ジオシティのマスコットキャラクター。地面から顔を出すモグラがモチーフとなっている。本編では篠原編のパーティ会場に着ぐるみが登場し、その他にも随所にイラストやバルーンなどが登場する。カップラーメンやコンパスにもデザインされており、作中で入手できる。最終盤では、富坂市発展の象徴であったそのオブジェが皮肉にも障害物となって主人公を襲う。篠原が着ぐるみを着る事もできるが、狭い通路が通れないため、すぐに脱ぐ。チュートリアルモードでは着ぐるみの元にたどり着くことが課題となっている。
『マンガ・カ・ケール』の「絶体絶命都市パック」ではジオくんの着ぐるみやコンパスが素材として収録されている。
回収おじさん
声 - なし
富坂市の随所に現れる謎の人物。災害真っ只中の街にもかかわらず神出鬼没であり、見た目はかなり怪しいが、主人公のアイテムを預かってくれる他、預けたアイテムは別の主人公が受け取る事もできる。優子が出来心で懐を探ると、なぜか女性用のスニーカーや革靴が出てくる。
その他
アナウンサー（声 - 平野佳奈）、ウエイトレス（声 - 岡村紀央美、丸橋知子）、招待客（声 - 岩渕高志）

## ステージ
第1話 篠原編
災害で崩壊する街からの脱出を目指すという、比較的前作に近いオーソドックスなシナリオ。第1話ではあるが、ボリュームは全シナリオ中最大。ゲーム開始直後は災害前の平和な状況から始まり、ウェイターの仕事に勤しむ事になるが、ストーリーを進めると災害が発生する。
韮沢区 韮沢区第一地下施設（初日）
篠原達がアルバイトをしている会場。当初こそ華やかなパーティが催されているが、水害によって見る影もなく崩壊、水没してしまう。
災害前は平和な会場が探索可能だが、非常識な行動を取ると叱られる。水害発生後は避難誘導をしつつ閉じ込められた藤宮を救出し、共に脱出を目指す。最初のステージながら広大で、脱出までの道のりは長い。
韮沢区 韮沢ジオセクション
地下施設を出た先。ビルの立ち並ぶビジネス街だが既に道路は冠水し、川のようになっている。避難のために駅を目指す。警察から逃亡する佐伯を発見し、秋本に居場所を知らせるか否かで佐伯編の展開が変わる。
韮沢区 韮沢駅周辺
大規模な崩落により、既に駅は機能していない。反対側にバスが来ているが藤宮が駅の崩落に巻き込まれてしまうため、彼女を助けつつ地下鉄構内を通って反対側に渡る事になる。途中、明かりが必要な個所があるが、ライターを使用してそのまま点けた状態で進むとボヤ騒ぎを起こしてしまう。また、篠原の行動次第では駅が完全に崩壊してしまう。
稲穂区 富坂西I.C.
降りしきる雨の中、被災者達が救助ヘリを待つ。余震は起きず、アイテムも多く配置されたインターバル的なステージ。篠原はヘリを待つ間に藤宮の身の上話を聞く。しかしようやく到着した救助ヘリは墜落し、篠原も高架下に転落して藤宮と離れ離れになる。
柿沼区 柿沼S.A.付近（二日目）
東I.C.に向かう高速道路。浸水が進んでおり、途中からジェットスキーで移動する。柿沼S.A.で休憩可能だが、最後は奥富ダム決壊による大洪水で一帯は押し流される。
伏山区 富坂東I.C.
高架の下にショッピングセンターがある。激流に流されそうなガソリンスタンドの上で藤宮とエリカが助けを求めている。エリカはすぐに救出するが、ガソリンスタンドごと流された藤宮を助けるために、ショッピングセンター側から迂回を強いられる。これ以降は藤宮を義母の元へ送り届ける事が目的になるが、選択次第ではここで街を脱出する。
伏山区 アンジェリーナ周辺
富阪東I.C.からショッピングセンターを挟んだ反対側で、レストラン・アンジェリーナとその周囲の住宅地。アンジェリーナ店内はまだ被害が無く安全だが、周囲は道路が崩れていたりと崩壊は進んでいる。藤宮が高熱で倒れたため、医者を探す。ここで成瀬を助けようとする速水と出会うが、ここで協力するか否かで速水編における篠原の行動が変化する。
伏山区 椿ケアセンター（三日目）
藤宮の義母が入院している椿ケアセンターに続く住宅地。街の大部分が水没しており、ゴムボートを使用しなければ移動できない。ここから雪が降り始める。椿ケアセンターは既に無人で、避難先の富坂市民公園を目指す事に。
蓮野区 富坂市民公園
避難所となっているサーカスのテント。被災者が救助ヘリを待っているが、またしてもヘリは墜落し、続く洪水でテントもトレーラーも全て押し流されてしまう。唯一生き残った篠原達は藤宮の父の指示したメディアタワー方面を目指す。
中央区 中央ジオセクション2
第二中央ジオセクションから富坂駅に続く線路。猛吹雪の中を進まなければならない。ここでの行動次第で同時刻に下にいた速水達が二次災害に襲われる。
中央区 富坂駅
富坂市で最後に残った陸地・中央ジオセクション。駅前では藤宮の父が篠原達の到着を待っている。駅内では巨大なクリスマスツリーが倒れてくる。藤宮を父の元へ送り届けると篠原の物語は一旦幕となる。
第2話 佐伯編
このシナリオでは主人公は常に手錠をかけられており、ぶら下がりなど一部の行動が不可能となる。また警察に追われる身分のため、一部の局面では災害以外に警察官の目を逃れたり、追って来る敵から逃げるという行動も必要となる。
梅川区 レジデンス市ノ谷（前日）
佐伯聡が住んでいるマンション。このステージは優子の回想であり、聡の死亡時の状況をプレイヤーが追体験する。
韮沢区 韮沢署（初日）
韮沢署とその周辺。留置所は水害で浸水し、優子は手錠を填められた状態で閉じ込められる。留置所の外では警官に見つかるとゲームオーバーだが、途中で入手できる婦警服を一式装備すると直接話しかけない限り怪しまれずに行動できる。警察署からの脱出の仕方によっては爆発事故が起きてしまう。
韮沢区 韮沢ジオセクション
篠原編で訪れた時より更に時間が進み、やがて洪水で街が沈んでいく。途中、篠原達に目撃されるが篠原編で優子の居場所を秋本に知らせていない場合はそのまま進む。知らせていた場合は捕まるが、車が横転してすぐに脱出できる。これ以降は婦警服を装備しても警官の目を欺けない。
韮沢区 韮沢駅周辺
濁流から命からがら逃れて咳き込んでいた所を青山に助けられ、以降は無実の証明のために青山と行動を共にする。青山の協力で駅に逃げ込むが、篠原がボヤ騒ぎを起こしていた場合は警官が出現し、見つからないように移動する必要が生じる。更に篠原が駅を崩壊させていた場合はそれに巻き込まれ、展開次第ではそのまま救助・逮捕される。脱出後は事件の手掛かりを求めて再び聡のマンションを目指す。
韮沢区 川底トンネル周辺
韮沢区と梅川区を繋ぐエリア。羽代川に掛かる橋と、川底に伸びるトンネルの2ルートがある。しかし橋は渡ろうとすると崩れてしまう為、必ずトンネルを通る。トンネル内にいる速水を助けるか否かで速水編のスタート地点が変わる。また、冒頭では秋本に襲われ、捕まった場合は一度目は青山が助けてくれるが二度目は射殺されてしまう。
梅川区 レジデンス市ノ谷
二度目の来訪。到達時にまたも秋本に襲われる。事件現場に警官はいないが、外の巨大クリスマスツリーが倒れて激突した事でマンションは一部が崩れており、危険な箇所がある。何故ツリーが倒れたのかは柘植編で分かる。聡のオルゴールに隠されていたメモから情報を得、メモを奪った黒服の男を追って奥富ダムを目指す事になる。
伏山区 アンジェリーナ周辺（二日目）
奥富ダムに向かう車を探す事に。マンション前で成瀬と出会う。レストランでは須藤が推理を進めている。
柿沼区 奥富ダム
奥富山にある巨大ダム。黒服の男を追って上部を目指す。貯水量が限界を超えた事で決壊し、濁流が下流へと押し寄せる（篠原編二日目で襲ってきた鉄砲水）。更に雪崩も起きる。最上部で聡の隠したデータディスクを発見するが、直後に聡殺害の犯人と対峙する。

第3話 柘植編
タクシーを運転して災害の起こる街中を走り回る異色のシナリオである。他の主人公とは違い、タクシーに乗っていれば風雨は防げ、ヒーターでいくらでも回復することができるのだが、荒い運転をすれば次第に車が壊れていき、窓がなくなれば雨が車内に降り込むようになる（回復も不可能になる）。アイテムで補強するか修理所に行くことで再びタクシーの恩恵を受けられる。タクシー内ではラジオで災害の状況をリアルタイムで聞ける。
梅川区 コンビニ周辺（初日）
梅川ジオセクションのコンビニ。災害前なので買い物もできる。作業員の客を乗せてジオセクションに向かう。運転の仕方で乗客の反応が変わる。
韮沢区 韮沢ジオセクション
羽代川決壊の影響か、車が渋滞している。ここで本多を乗せる。イベントのみで探索はできない。
韮沢区 韮沢署
佐伯編と同時刻で、そちらで爆発事故を起こしていた場合、警察署が崩壊してしまう。その場合は本多を救出する事になる。
梅川区 レジデンス市ノ谷周辺
マンションは既に無人と化しているが、本多が佐伯聡の部屋に忍び込む協力をする羽目に。一見、水害の被害は及んでいないようだが、マンション裏側に回ろうとすると道路が突然崩れる。タイヤがパンクする為、替えのタイヤを探させられる。
羽代区 新富製薬
敷地内は本社棟、植物プラント、新薬研究棟の三つの建物がある。根岸の流した偽の避難命令によって職員は既に避難しているが、研究所のシステムは生きている。植物プラントの地下水路から修理工場にも行ける。研究棟の奥で本多がセキュリティシステムに閉じ込められ、救出可能な根岸を探しに行く。
泉ニュータウン、韮沢駅周辺、アンジェリーナ周辺
研究所に閉じ込められた本多を助ける為、根岸を探して市内を駆け回る。泉ニュータウンでは早い段階では怪我人が助けを求めている。韮沢駅付近には修理工場が存在するが、篠原が駅を崩壊させていると探索ができないため、修理もできなくなる。アンジェリーナ周辺には須藤、成瀬、宝石女がいる。泉ニュータウン奥のレジデンス市ノ谷で根岸と合流するが、彼に脅されて奥富ダムへ向かう事に。
柿沼区 押根峠（二日目）
奥富ダムへの道のり。道路が分断されている為、オフロード走行で山上を目指さなければならない。
柿沼区 奥富ダム
佐伯編で訪れた時と同時刻。タクシーのガソリンが切れかけているため、根岸を待つ間にダムを探索してガソリンを探す。しかしその際にダムの崩壊に見舞われる。根岸が戻って来た後は再び新富製薬を目指す。
蓮野区 富坂商業高等学校
高校の敷地を通過するが鉄砲水が押し寄せる為、一気に駆け抜けなければならない。途中で西崎と辺見を目撃するが、彼らを轢いても影響は無い。
羽代区 新富製薬
本社棟と新薬研究棟以外は既に急流によって土地ごと崩壊している。新薬研究棟も既に浸水しており、根岸が操作しても水圧の所為で扉が開かないため、水を抜く方法を探す。本多を救出して脱出すると地盤沈下による崩落が起こり、最終的に敷地全てが水に沈む。入り口からは間に合わないため、本社棟二階のガラスを突き破って脱出する。
中央区 富坂駅周辺
まだ崩壊や浸水は起きておらず、街は形を留めている。根岸を降ろした後は運賃を貰うべく報都新聞オフィスに行き、須藤と出会う。

第4話 西崎編
市街地を移動する他のシナリオとは異なり、全編学校の敷地内が舞台となる。更に他のシナリオが二日以上に渡るのに対してこのシナリオは僅か数時間の出来事であるため、（第6話を除けば）最も短いシナリオとなっている。主人公が実際に災害に見舞われるシーンは少なく学校内の人間模様が大まかな内容であり、避難途中に出会う特定の人物との関わり方次第でエンディングに変化が生じる。
蓮野区 富坂商業高等学校（二日目）
こちらでは校舎内を探索する。校舎は所々壊れており、更に鉄砲水が発生した事で陸の孤島となる。生徒や教師達は体育館に避難しているが、謎の奇病が生徒達を襲っている。
前半は人気の無い校舎で辺見に襲われた後、比嘉を助ける。後半は綾乃と共に屋上を目指す。体育館前には謎のコンテナが流れ着いている他、正体不明の老人や男女と遭遇するが彼らについて佳奈が知る事は無い。

第5話 速水編
このシナリオではストーリーの進行にしたがって「記憶の断片」を入手し、徐々に記憶を取り戻していくシステムとなっている。スタート時点で災害発生から時間が大分経過している為、崩壊のかなり進んだ危険な街を通り抜ける事になる。水没も進行している事で、ボートなどを用いて水上を進むシーンも多い。
梅川区 コンビニ周辺（二日目）
浸水が進んでいるが、無事な建物もまだ幾つかある。救急所では謎の奇病が発生している。佐伯編の行動によって地下道入り口かコインランドリーのどちらかからスタートする。体調を崩した成瀬の為に治療道具を探す。コンビニでは柘植が買わなかったアイテムが手に入る。成瀬が回復した後は彼女に従って佐伯聡のマンションを目指す。
梅川区 泉ニュータウン
最初は佐伯聡のマンションを探索し、河村から「エキドナが富坂商業高等学校に流れ着いた」という情報を得る。続いて自分のマンションを目指して町を進む。既に一帯は流れの激しい川のようになっており、まともに歩ける場所が少ない。救急所で手に入れたエアベッドを駆使して進む。
伏山区 アンジェリーナ周辺
篠原編と同時刻。成瀬が崩落に巻き込まれるため、救助のための道具か人手を探すことになる。篠原編での選択によって展開が変わる。速水のマンションがここにある。自分の残した記録から殺人ウイルス「エキドナ」と自分の所業を知り、エキドナの入ったコンテナの確保のために富坂商業高等学校に向かう。
蓮野区 富坂商業高等学校
西崎編終了間際の頃。屋上に向かう佳奈と遭遇する以外は河村が体育館に残っているのみ。死に際の河村に後を託され、エキドナ処分のために変電所を目指す事に。しかしその矢先にコンテナが流されてしまう。エアベッドを失うため、出発時は河村の乗ってきたゴムボートに乗り換える。
中央区 中央ジオセクション2（三日目）
篠原編と同時刻で、そちらで通った線路の遥か下にある第二中央ジオセクションの市街地。街は大部分が海に沈んでいる。猛吹雪の中、コンテナを繋ぐ紐となるアイテムを探す。篠原編での行動によっては災難に見舞われる。
中央区 富坂第一変電所
市内のほとんどが水没した今になってもこの一帯には浸水はまだ無いが、猛吹雪が吹き荒れている。ここで黒幕のアポロンと対峙する。

第6話 篠原編 / 須藤編
水没する富坂市で最後に残ったメディアタワーをひたすら登る最終シナリオ。次々と崩壊、水没して行くステージを駆け抜け、メディアタワー最上部に辿り着けばエンディングとなる。
これまでのシナリオを特定の条件を満たしてクリアすると主人公が代わり、富坂市内にあるビルの一室で推理をしていた記者、須藤真幸を操作し、推理を完成させ、富坂市からの脱出を試みることになる。辿るコースは篠原とほぼ同じだが、篠原よりも移動距離は長く、また足が不自由であるため移動速度も遅くなっている。
中央区 報都新聞オフィス（須藤真幸のみ）
室内で推理を進める。資料室には事件に関する情報がある。外に出ると、オフィスの周囲は既に浸水が進んでいることに気付く。
中央区 富坂駅周辺
駅が水没し、呼応するように市全域の水没が始まる。セントラル富坂ビルを駆け上がり、迫り来る水から逃げる。上部から連絡橋を通じてメディアタワーに移るが、その連絡橋も通過中に崩れていく。
中央区 メディアタワー
富坂市で最後に残った建造物。吹雪の中、梯子や階段でひたすら上を目指し、最上部の避雷針にしがみつけばゲームクリアとなる。ただし、須藤編で推理を完了していない場合はバッドエンドで終わる。このメディアタワーの水没を以て、富坂市は完全に水の底に消えた。

## エンディング
第1話 篠原編
エンディングA
ストーリー 第1話を参照。
エンディングB
東インターチェンジで藤宮を救出した篠原は救助ヘリに乗ろうとするが、藤宮は椿ケアセンターに行くと言い出す。しかし篠原は藤宮を説き伏せ、彼女を強引に救助ヘリに乗せた。こうして二人は富坂市を脱出したのだった。
エンディングC
椿ケアセンターに向かうという藤宮に対し、篠原は自分は脱出すると言って一人で救助ヘリに乗り込んだ。篠原を乗せた救助ヘリを見送り、藤宮は弱った体で雨に打たれながら一人歩き出すのだった。
第2話 佐伯編
エンディングA
ストーリー 第2話を参照。
エンディングB
優子は篠原が起こした韮沢駅の崩壊に巻き込まれ、騒ぎで駆け付けてきた救助隊員に救助される。憔悴していた優子は全てを諦め、青山はそんな優子を叱責する。冤罪も証明できないまま街を脱出した優子は再び逮捕されるのだった。
第3話 柘植編
エンディングA
ストーリー 第3話を参照。
エンディングB
優子が起こした韮沢署の爆発に巻き込まれた柘植は一旦タクシーに戻るが、救助隊員から避難を促され、そのまま付いて行って街を脱出する。そして見捨てられた本多は崩れる韮沢署の渦中に取り残されるのだった。
第4話 西崎編
エンディングA
ストーリー 第4話を参照。
エンディングB
崩れた階段にぶら下がり助けを求める綾乃を、佳奈はここぞとばかりに罵った。揺れが激しくなっても罵りをやめない佳奈だったが、「あなたがこの世からいなくなればいい」と言い放った直後に起きた大きな地響きで転落。自分自身がこの世から消え去るという皮肉な最期を遂げる。佳奈の死を見降ろしながら、綾乃は突如として笑みを浮かべた。
第5話 速水編
エンディングA
ストーリー 第5話を参照。
エンディングB
田辺に銃を突き付けられた速水は服従を選び、共にヘリに乗り込んでエキドナを運び去る。残された成瀬は悔しさと悲しさでただ涙を流すしかなかった。
エンディングC
篠原の起こした崩落でエキドナのコンテナが外れてしまい、速水は必至に追い掛けたもののコンテナは海へと流れてしまう。エキドナは富坂市どころか世界に蔓延するのだった。
第6話 篠原編 / 須藤編
エンディングA
ストーリー 第6話を参照。
エンディングB（須藤編のみ）
メディアタワー頂上に到達した須藤だったが救助のヘリが飛んでいる様子もなく、須藤は無念の叫びを上げながらメディアタワーと共に海に沈む。

## 評価
ファミ通クロスレビューはレビュアー全員が7点の28点（満40点）。Metacriticの集計は63/100だった。全体的にグラフィックの質やカメラワークなどの技術的な面は批判されたが、ストーリー構成やアイデアの創意工夫、災害映画的な演出などは概ね好評だった。Hardcore Gaming 101はゲームそのものは『3』までのシリーズにおいて最高傑作と賞賛しつつ、前作に続く登場人物の髪の色と名前だけ西洋風に変えるローカライズの手法を「手抜き」と酷評した。

## 攻略本
- 『絶体絶命都市2 -凍てついた記憶たち- 公式コンプリートガイド』エンターブレイン、2006年。ISBN 978-4757727847